# Gravedad entrópica
Gravedad entrópica es una teoría de gravitación explanando la gravedad como una fuerza entrópica. La teoría esta introducido par Erik Verlinde en el año 2009. Los fundamentos de la teoría de gravedad entrópica son la teoría de los agujeros negros y la teoría de cuerdas.